# ياسيكند (بوكان)
قرية ياسيكند (بالكردية: یاسیکەند) هي إحدى القرى التابعة لـفيض الله بغي في ريف قسم مركزي من مقاطعة بوكان، في محافظة أذربیجان الغربیة الإيرانية.

## السكان
حسب إحصاءات سنة 2006، بلغ إجمالي السكان في ياسيكند 149 نسمة وعدد المساكن 27 مسكن. لغة سكان ياسيكند هي اللغة الكردية و هم من أهل السنة والجماعة والمذهب الشافعي.